# روبرت كورجينيوفسكي
روبرت كورجينيوفسكي (Robert Marek Korzeniowski) هو لاعب أولمبي لرياضة ألعاب القوى من بولندا. شارك في الأولمبياد الصيفي في 1996–2004، وفاز بما مجموعه 4 ميداليات.

## الميداليات
| ذهب | فضة | برونز | المجموع |
| 4   | 0   | 0     | 4       |

## روابط خارجية
- روبرت كورجينيوفسكي على موقع الاتحاد الدولي لألعاب القوى (الإنجليزية)
- روبرت كورجينيوفسكي على موقع اللجنة الأولمبية الدولية (الإنجليزية)
- روبرت كورجينيوفسكي على موقع أوليمبيديا (الإنجليزية)
- روبرت كورجينيوفسكي على موقع اللجنة الأولمبية البولندية (مؤرشف) (البولندية)